# 污染物排放控制
污染物排放控制基本从三个方面开发：
1. 直接处理排放的污染物；

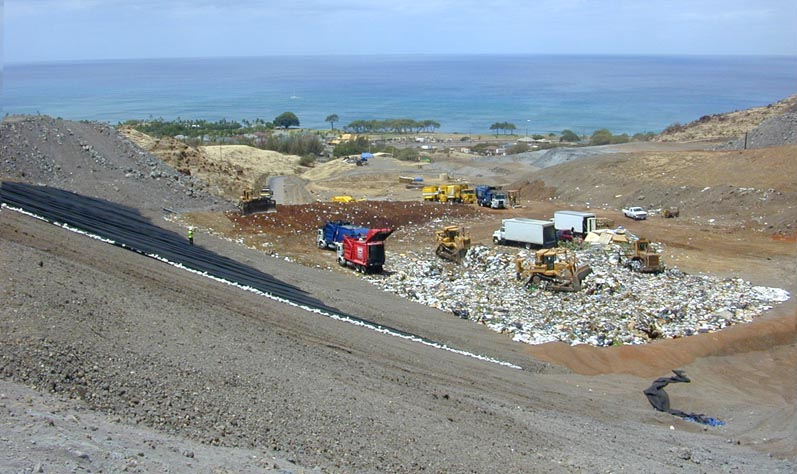
污染物被埋下堆填區。

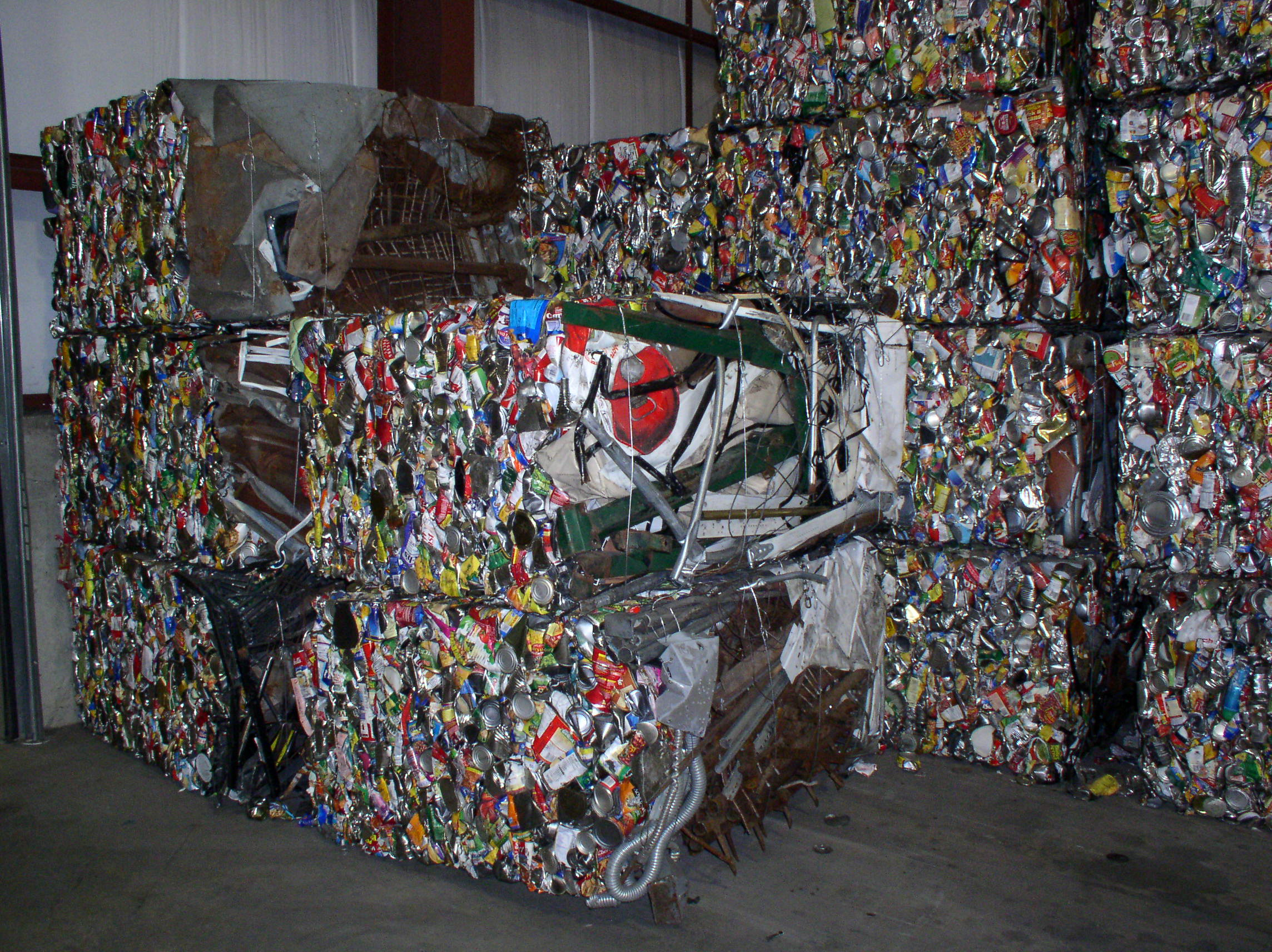
鋼鐵被壓成捆狀等待回收

2. 改变生产工艺流程，以减少或消除污染物排放；
3. 改变原料构成，以减少或消除污染物排放。

第一种方法是目前最常用的方法，但需要投入并没有经济效益，采取这种方法肯定会增加生产成本，降低产品竞争力，一般污染物排放单位不会自动处理，必须在控制污染物排放政策的压力下，才不得不采取的措施。这种方法需要以尽量低的成本，达到政策允许排放的目标。成本包括固定资产投资和运转费用。尽量争取可以回收部分投资。如烟气脱硫技术，有的可以回收石膏；污水处理厂的污泥发酵，可以回收沼气等。
第二种方法需要改变工艺，需要一定的固定资产投资，但可以一劳永逸的减少污染物排放，特别适合新建企业。如生产硝酸铵化肥会排放有害的氮氧化物废气，处理非常困难，需要高压高温，只能分解成没有用处的氮气，但如果改为生产尿素，同样的原料，产品质量更高，还不会排放上述的废气。造纸含碱废水处理也非常困难，但如果上碱回收工艺，即可以回收碱，又可以减少难处理的废水。但改变工艺并不是可以用于所有的工业，有的没有合适的技术，有的不适应现有的工艺，如碱回收就只适合用木材造纸，不适合用稻草造纸。所以新建厂一定要充分调研，选好最合适的工艺，可以避免许多不必要的污染。
第三种方法同样会增加成本，但比第一种方法简单、经济。如烧煤会排放烟尘、二氧化硫和二氧化碳，只要改为烧油则不会产生烟尘，如果改为烧低硫油则大大降低二氧化硫的排放。但低硫油肯定要比煤的价格贵，虽然贵可是比处理排放烟尘和二氧化硫的投入低的多，但这种方法同样会受资源来源的限制。对于像日本这种所有能源：煤、石油都要依靠进口的国家，这种方法就比较可行。
由于控制污染物排放政策强制污染者降低污染物的排放，开发污染物排放控制则有相当大的市场，这方面越早执行控制污染政策的国家，控制污染技术开发的越好，并可以出口。